# Laatas (ö i Södra Karelen)
Laatas är en ö i Finland. Den ligger i sjön Saimen och i kommunen Taipalsaari i den ekonomiska regionen  Villmanstrands ekonomiska region  och landskapet Södra Karelen, i den södra delen av landet, 200 km nordost om huvudstaden Helsingfors. Öns area är 6,7 hektar och dess största längd är 400 meter i öst-västlig riktning.